# Кавіенг
Кавіенг — столиця та найбільше місто провінції Нова Ірландія (Папуа Нова Гвінея). Місто розташоване на березі затоки Балгаі в північній частині острова Нова Ірландія. Населення становить 10 600 осіб (2000 рік).

## Інфраструктура
Кавіенг — основний порт Нової Ірландії, є торговим і туристичним центром. Навколишня акваторія популярна серед дайверів як через природні красоти морського дна, так і завдяки численному остову кораблів, потоплених у часи боїв Другої світової війни. Корпуси кораблів та збитих літаків лежать як на дні самого порту Кавіенг, так і в безпосередній близькості від нього.
Місто обслуговується Кавіенгським аеропортом, звідки здійснюються щоденні рейси в Порт-Морсбі. Аеропорт є кінцевим пунктом Болумінського Хайвею, який з'єднує Кавіенг та Наматанаи (протяжність 193 км). У Кавіенгу розташовані всі служби та присутні споруди, які повинні бути в центральному місті: місцеве самоврядування, магазини, готелі (The Kavieng Hotel, The Malagan Beach Resort і Kavieng Club, розташований в будівлі колишнього колоніального клубу), лікарня (терапевтичне, хірургічне та педіатричне відділення) та щотижневий ринок. На околиці міста на березі глибокої затоки розташовуються протяжні причали, які дозволяють порту безпосередньо приймати судна глибокої опади безпосередньо до берега (основні продукти транспортування — копра та нафта).
У наш час в Кавіензі бурхливо розвивається туристична індустрія. Високе біорізноманіття Нової Ірландії дозволяє займатися дайвінгом, серфінгом та пішими походами (трекінг).
З Кавіенга безпосередньо видно численні острови архіпелагу, що розташовані між Новою Ірландією та Новим Ганновером, включаючи Нуса Лик, Нуса Лава і острів Нанг, на якому в 1960-х — 1980-х роках розташовувався завод з консервації риби. Нині на Нанг розташовується новий центр вивчення морських ресурсів Національного Центру Рибальства Папуа Нової гінеї, відкриття якого в липні 2009 року відвідав особисто Генерал-губернатор Папуа Нової Гвінеї Поліас Матане.

## Історія
Узбережжя досліджуване голландськими дослідниками 1516 року, проте аж до заснування німецькою колоніальною адміністрацією міста Кавіенг освоєння не проводилося. У той час як більша частина острова розвивалася і багатіла на основі плантацій копри, сам Кавіенг залишався маленьким поселенням, населення якого налічувало менше 80 жителів. Після Першої світової війни Кавіенг як частина Папуа Нової Гвінеї був переданий під австралійське управління, що призвело до висилки німецьких місіонерів та конфіскацію всієї німецької власності в місті.
Під час Другої світової війни 21 січня 1942 року піддано масованому бомбардуванню з боку японських ВВС. Цієї ж ночі велика частина австралійських громадян була евакуйована з Новою Ірландії. Японці висадилися і почали окупацію острова 24 січня. Протягом наступних двох років практично всі європейці, що залишилися на острові, були вбиті японцями. Адмірал Рюкіші Тамура віддав наказ розстріляти всіх європейських ув'язнених в'язниці Кавіенгу в разі загрози висадки союзників на територію острова. Як мінімум 23 з них були страчені в Кавіенгі на причалі Массакр у березні 1944 року, що пізніше стало підставою для порушення справи про воєнні злочини відносно катів. До часу, коли союзники заволоділи островом в 1945 році, місто Кавіенг було зруйноване практично повністю. Спадщиною часів японської окупації та подальшого вторгнення союзників є багато різних пам'ятників того часу на території міста, найвідомішим з яких є гарматний майданчик в бункері недалеко від Харбор-Роуд, звідки прострілювалася вся акваторія порту. Офіційно бункер закритий для відвідування, однак періодично відвідувачі допускаються всередину.

## Клімат
Місто знаходиться у зоні, котра характеризується вологим тропічним кліматом. Найтепліший місяць — листопад із середньою температурою 27,8 °C (82 °F). Найхолодніший місяць — липень, із середньою температурою 26,7 °C (80 °F).
| Клімат Кавіенга         | Клімат Кавіенга | Клімат Кавіенга | Клімат Кавіенга | Клімат Кавіенга | Клімат Кавіенга | Клімат Кавіенга | Клімат Кавіенга | Клімат Кавіенга | Клімат Кавіенга | Клімат Кавіенга | Клімат Кавіенга | Клімат Кавіенга | Клімат Кавіенга |
| Показник                | Січ.            | Лют.            | Бер.            | Квіт.           | Трав.           | Черв.           | Лип.            | Серп.           | Вер.            | Жовт.           | Лист.           | Груд.           | Рік             |
| Абсолютний максимум, °C | 33              | 33              | 35              | 35              | 33              | 34              | 35              | 35              | 35              | 37              | 37              | 36              | 37              |
| Середній максимум, °C   | 31              | 31              | 30              | 31              | 31              | 31              | 31              | 31              | 31              | 32              | 32              | 31              | 31              |
| Середня температура, °C | 27              | 27              | 26              | 27              | 27              | 27              | 26              | 26              | 26              | 27              | 27              | 27              | 27              |
| Середній мінімум, °C    | 23              | 23              | 23              | 23              | 23              | 23              | 22              | 22              | 22              | 22              | 23              | 23              | 23              |
| Абсолютний мінімум, °C  | 21              | 18              | 21              | 22              | 21              | 18              | 20              | 19              | 20              | 20              | 20              | 18              | 18              |
| Норма опадів, мм        | 300             | 280             | 290             | 310             | 250             | 250             | 270             | 280             | 190             | 200             | 240             | 270             | 3180            |
| Днів з дощем            | 16              | 16              | 16              | 16              | 15              | 15              | 15              | 16              | 15              | 15              | 16              | 16              | 191             |
| Вологість повітря, %    | 80              | 79              | 79              | 80              | 79              | 79              | 78              | 76              | 76              | 75              | 77              | 78              | 78              |
| ----------------------- | --------------- | --------------- | --------------- | --------------- | --------------- | --------------- | --------------- | --------------- | --------------- | --------------- | --------------- | --------------- | --------------- |
| Джерело: Weatherbase    |                 |                 |                 |                 |                 |                 |                 |                 |                 |                 |                 |                 |                 |